# Der Andere (película de 1930)
Der Andere (título traducido al español como El otro) es una película dramática alemana de 1930 dirigida por Robert Wiene y protagonizada por Fritz Kortner, Käthe von Nagy y Heinrich George. Se basó en la obra de teatro Der Andere de 1893 de Paul Lindau. Una versión en francés Le procureur Hallers fue filmada por Wiene inmediatamente después en el mismo estudio de Berlín, pero con diferentes actores.

## Sinopsis
La película está basada en El extraño caso del doctor Jekyll y el señor Hyde. Hallers es un fiscal que lucha contra el crimen durante el día y se convierte en criminal por la noche. El otro yo de Hallers se enamora de la demi monde Amalie Frieben, conocida en el inframundo criminal como Rote Male. El fiscal Hallers es el mayor enemigo de Amalie, pero ella no reconoce al Hallers transformado y lo persuade para que mate al mismo Hallers. Incluso se involucra e irrumpe en su propia casa junto con el posadero Dickert. Dentro de su casa, el otro yo del fiscal se abre paso de nuevo y hace arrestar al posadero. A través de este acto, se reconoce su doble vida y se puede lidiar con la doble personalidad de Hallers. Hallers se enfrenta a una estancia de por vida en una institución psiquiátrica, pero el fiscal, ayudado por el doctor Koehler, asume la difícil lucha con el otro y se cura.

## Reparto
- Fritz Kortner como el fiscal Hallers;
- Käthe von Nagy como Analie Frieben;
- Heinrich George como Dickert;
- Hermine Sterler como la hermana de Hallers;
- Ursula van Diemen como Marion;
- Eduard von Winterstein como el doctor Koehler;
- Oskar Sima como Gruenspecht;
- Julius Falkenstein como el secretario Bremer;
- Paul Bildt como el profesor Wertmann;
- Otto Stoessel como el consejero médico Rienhofer;
- Emil Heyse como el comisionado de policía;
- Hans Ahrens como el sargento.

## Producción y estreno
Der Andere es una adaptación de la película muda homónima de Max Mack de 1913. Albert Bassermann interpretó el papel del fiscal Hallers en la versión de Mack. Ambas películas están basadas en una obra de Paul Lindau. Esta es la película sonora del legendario director de cine mudo Robert Wiene.
Los edificios para la película fueron realizados por Ernő Metzner, con Nikolaus Farkas a cargo de la cámara. Las grabaciones tuvieron lugar en varias zonas de Berlín, como por ejemplo, en el Luna Park.
Der Andere se estrenó en Alemania el 12 de agosto de 1930 en el cine Capitol de Berlín. También se presentó en Dinamarca, Australia y Estados Unidos, donde se estrenó en la ciudad de Nueva York el 14 de enero de 1932 como The Other One.